# 王宪楷
王宪楷（1916年10月—？），男，四川德阳人，中国天然药物化学家，曾任华西医科大学教授、博士生导师。

## 家庭
兄王范之。